# آکیم هینز
آکیم هینز (انگلیسی: Akeem Haynes؛ زادهٔ ۱۱ مارس ۱۹۹۲) یک ورزشکار دو و میدانی اهل کانادا است.
از افتخارات وی می‌توان به کسب مدال برنز ۱۰۰×۴ متر امدادی در بازی‌های المپیک تابستانی ۲۰۱۶ اشاره کرد.